# غالي مختار فال البصادي
غالي ولد مختار فال هو عالم وشاعر موريتاني ألف الكثير من الكتب في مختلف المجالات مثل السيرة النبوية وغيرها.

## اسمه ونسبه
جميع المصادر التي ترجمت له متفقة على أن اسمه «غالي» إلا أنه توجد وثيقة بخطه سمى فيها نفسه المختار غال وما سوى هذا المكتوب من كتاباته التي عُثر عليها اقتصر فيها على الجزء الأخير من اسمه، ولعل ذلك هو السبب في اشتهاره بهذا اللقب حتى صار اسمه الكامل لا يعرفه إلا الخواص من أهله.
والحاصل أن اسمه مركب هكذا المختار غال بن المختار فال بن أحمد تلمود بن الحبيب بن أحمد بن أحمد آي بن الطالب أعل بن الطالب مالك بن أحمد بسات الجد الجامع لسائر بطون قبيلة البصاديين.

## تاريخ ولادته
لم يوقف على تحديد تاريخ ولادته فجميع المصادر المتاحة لم تحدد تاريخ ولادته شأنه في ذلك شأن الكثير من أقرانه، ويرجع ذلك إلى البيئة التي كانوا يعيشون فيها، فلم يكن تاريخ الولادة والوفاة محل اهتمام عند أهل البادية كما هو معروف، وأغلب الظن أنه ولد في النصف الأخير من القرن الثاني عشر الهجري في أرض القبلة أي ما يعرف الآن بولاية ترارزه، في بيئة بدوية يغلب على أهلها عدم الاستقرار فهم دائما يتتبعون مواقع الماء والكلأ، فلا جرم أن كانوا في رحلة مستمرة يؤمون كل حدب وصوب، فهم كما قال أحد تلامذة ابن بونا:
```
 لك الله من شيخ إذا ما تبوأت تلامذه مأوى لنصب المدارس
 ييمم ميمون الخصاصة فاترا على ظهر مفتول الذراعين عانس
 يفزع نون البحر طورا وتارة يهدم حجر الضب في رأس مادس
```

هذا بالإضافة إلى الفوضى التي كانت هي سمة هذا القطر آنذاك لعدم وجود سلطة مركزية فكانت الفتن تعصف بالسكان طيلة قرون. 
ورغم هذا وذاك فقد أنجب هذا القطر الشنقيطي عباقرة في تلك الحقب التي وصفت بأنها عصور الانحطاط والظلام، وكان غال هذا أحد أولئك العباقرة الذين أضاءوا أرجاء هذا القطر في تلك العصور الحالكة.

## نشأته
ولد غال في عصر أقل ما يوصف به أنه مضطرب وقاس، ورغم ذلك فقد نشأ وتربى في رفاهية وفي وسط يشع بالمعارف ويزخر بالمكارم والأخلاق العالية حيث إنه ولد في بيت علم، فجده أحمد تلمود كان عينا من أعيان علماء شنقيط مع علو في الهمة وحب للخير وكانت محضرته محط رحال طلاب العلم آنذاك على اختلاف مقاصدهم، فشب غال وترعرع في هذا الجو الزاخر بالمعارف المختلفة.

## طلبه للعلم وشيوخه
جد غال واجتهد في تحصيل العلوم العقلية والنقلية فأخذها عن أفاضل علماء عصره في قطره حتى برع فيها واشتهر وبرز وأصبح مرجعا جامعا لأنواع العلوم من عقائد وفقه وأصول وتفسير وقراءة ونحو وصرف وبلاغة وتاريخ وسيرة. وقد ذكر محمد عبد الله بن المختار فال بن داود حفيده في ترجمته التي صدر بها كتاب البعوث أنه أخذ عن كل من المختار بن بونه و الشيخ القاضي حبيب الله و سيد عبد الله بن الحاج إبراهيم و مولود بن أحمد الجواد و 
```
امحمد بن الطلبة
.
```

## مكانته عند أهل عصره وعلاقاته بهم
كان غال مهابا عند أهل عصره يجلونه ويوقرونه وخصوصا شيخه العلامة النحوي المختار بن بونه، فقد كان يوليه عناية خاصة ويعتمد عليه كثيرا في الإجابة على ما يرد عليه من الأسئلة العلمية والمحاجات والمناقضات. وكان المختار إذا رأى ما يجيب به غال يتمايل طربا ويقول لا يقصد إلا غال استحسانا منه لأجوبته

## مؤلفاته
- «وسيلة الخليل إلى بعوث صاحب الإكليل»[1] ويسمى أيضا «تبصرة المحتاج إلى بعوث صاحب المعراج»،[2] وهو نظم جيد غاية في السلاسة في ذكر البعوث والسرايا التي بعثها رسول الله للدعوة أو القتال، ولم يخرج فيها بنفسه وهو ينيف على ثلاثمائة بيت يقول في أوله:

قال أسير التبعات الغالي 
فيما نهي عنه الإله غالي.
من قاده داعي الهوى فانقادا
 المغربي الأشعري اعتقادا
المالكي مذهبا المرتجي
من الكريم فتح كل مرتج
ونيل يوم السبع أقصى الأرب
بنظم سيرة النبي العربي
حمدا لمن نبيه قد بعثا
فدوخت بعوثه من قد عثا
ثم الصلاة والسلام ما حكت
حمائم حمائما إذا بكت
فهيجا صبابة لمن صبا
وهزت الغصون أنفاس الصبا
وشرح نظمه المذكور في كتاب أسماه: «تحفة الخليل على وسيلة الخليل» أو وسماه «جوهرة التاج على تبصرة المحتاج» وهو مطبوع ثلاث طبعات. 
- «العدة والذخر، في أسماء من له الفخر» وهو نظم به أسماء النبي الواردة في دلائل الخيرات.
- «نظم أمهات المؤمنين أجمعين» وذكر نسبهن والأب الذي تجتمع فيه كل واحدة منهن مع النبي.

## وفاته
اختلفت المصادر التي تعرضت لتحديد سنة وفاته، فقد ذكر عمر رضا ك حالة في معجم المؤلفين أنه توفي سنة 1243هـ ناقلا عن الأعلام للزركلي. بينما ذكر المختار بن حامدن في موسوعته حياة موريتانيا بأن وفاته كانت سنة 1240هـ. ويبدو أن التاريخ الذي ذكره عمر رضا أقرب للصواب وإن كان القول الثاني غير ممتنع. فغالي رثي ابن عمه الطالب مختار بن أحمد أجويده وقد ذكر ابن طوير الجنة في وفياته أنه توفى 1240 هـ، كما أنه رثي شيخه حبيب الله بن القاضي ولكنه من الممكن أن يكون رثاهما وتوفى في نفس السنة التي توفى فيها من رثاهما.
وقد دفن غالي في مكان يدعى تنتمكش في آوكار ورثاه صالح بن عبد الوهاب بمرثية تضاهي إن لم تكن تفوق مرثية بن دريد للإمام الشافعي.